# Боровое сельское поселение
Борово́е се́льское поселе́ние — муниципальное образование в Октябрьском районе Челябинской области Российской Федерации. В рамках административно-территориального устройства муниципальное образование  соответствует административно-территориальной единице Боровой сельсовет.
Административный центр — село Боровое.

## История
Статус и границы сельского поселения установлены Законом Челябинской области от 15 сентября 2004 года № 269-ЗО «О статусе и границах Октябрьского муниципального района и сельских поселений в его составе»

## Население
| 2002 | 2010 | 2011 | 2012 | 2013 | 2014 | 2015 |
| ---- | ---- | ---- | ---- | ---- | ---- | ---- |
| 906  | ↘522 | ↘521 | ↘489 | ↘478 | ↘462 | ↘461 |
| 2016 | 2017 | 2018 | 2019 | 2020 | 2021 |      |
| ↗464 | ↘454 | ↘444 | ↘440 | ↘427 | ↗488 |      |

## Состав сельского поселения
| № | Населённый пункт | Тип населённого пункта       | Население |
| - | ---------------- | ---------------------------- | --------- |
| 1 | Бакшан           | деревня                      | ↘89       |
| 2 | Боровое          | село, административный центр | ↘329      |
| 3 | Замериново       | деревня                      | ↘31       |
| 4 | Зуевка           | деревня                      | ↘73       |